# Brosmophycis marginata
Brosmophycis marginata is een straalvinnige vissensoort uit de familie van naaldvissen (Bythitidae). De wetenschappelijke naam van de soort is voor het eerst geldig gepubliceerd in 1854 door Ayres. In het Engels wordt de soort Red brotula genoemd.
De vis komt voor in de wateren langs de westkust van Noord-Amerika, van Zuid-Alaska tot Baja California. De soort wordt meestal gevonden op een rotsbodem op een diepte rond 15 m.
De soort bereikt een lengte van 46 cm. De voortplanting gebeurt ovovivipaar.
De vis is goed eetbaar maar wordt enkel occasioneel gevangen. Op de Rode Lijst van de IUCN staat de soort genoteerd als niet-bedreigd.